# Theodore Draper
Theodore Draper (1912-2006) fue un historiador y publicista estadounidense.

## Biografía
Nació el 11 de septiembre de 1912. Inicialmente afín al Partido Comunista, en una etapa en la que colaboró en la revista New Masses, a partir de la década de 1950 se inscribió en el anticomunismo estadounidense. Falleció 21 de febrero de 2006.
Fue autor de obras como The Roots of American Communism (Viking Press, 1957); American Communism and Soviet Russia (Viking Press, 1960); Castro's Revolution: Myths and Realities (Praeger, 1962); Castroism: Theory and Practice (Frederick A. Praeger, 1965); Abuse of Power. U.S. Foreign Polity from Cuba to Vietnam (1967); The Dominican Revolt. A Case Study in American Policy (Commentary, 1968); o The Rediscovery of Black Nationalism (Viking, 1970); entre muchas otras.